# MTV
MTV (vormals Akronym für Music Television) ist ein US-amerikanischer Fernsehsender mit Firmensitz in New York City und internationalen Ablegern. Er ist Bestandteil des Medienkonzerns Paramount Global.
MTV wurde ab dem 1. August 1981 in den USA in das Kabelfernsehen eingespeist und war zu dieser Zeit das erste Spartenprogramm, dessen Inhalt sich ausschließlich auf Musikvideos konzentrierte. Es entwickelten sich 50 regionale Ableger in Afrika, Asien, Australien, Europa, Lateinamerika, Nordamerika und im Nahen Osten. Nach eigenen Angaben wurden so 481,5 Millionen Haushalte in 179 Ländern erreicht.
MTV zeigte ursprünglich vornehmlich Musikvideos, inzwischen verzichten jedoch die US-amerikanische und die britische Version komplett darauf. Andere internationale Ableger, mit Ausnahme des im deutschsprachigen Raum (welcher inzwischen wieder überwiegend Musikvideos sendet) haben sie häufig auf die frühen Morgenstunden und den Vormittag beschränkt. Stattdessen konzentriert sich MTV nun auf Reality-Sendungen und auf Jugendliche und junge Erwachsene zugeschnittene Serien.

## Geschichte
MTV geht zurück auf die beiden Hauptakteure Michael Nesmith und John Lack. Nesmith wurde auf einer Plattentournee in Australien auf das dortige Top-40-Format aufmerksam, das eine Chartshow der Plätze 1 bis 40 bot. Als wichtige Besonderheit erkannte er die zeitversetzte Ausstrahlung von Musikvideos, wobei die Interpreten bzw. Bands im Gegensatz zu Live-Aufnahmen deutlich besser ins Licht gesetzt werden konnten.
Zu dieser Zeit waren erste Vorreiter des Musikvideos unter anderem die Beatles, die häufig nicht rechtzeitig im Studio sein konnten und daher eine Aufnahme vor Ort produzierten und diese dann zur Sendeleitung schickten.
Als Nesmith zurückkehrte, produzierte er die Testsendung Popclips. Dies war eine 30-minütige Chartsendung, die sich an der australischen Top-40-Sendung anlehnte. Nesmith legte das Testvideo, seine Single Rio plus und das Videomaterial John Lack vor, dem damaligen zweiten Mann bei Warner AMEX Satellite Entertainment Company (WASEC), einem Joint-Venture zwischen American Express und Warner Bros. Lack gefiel die Idee auf Anhieb, und er beauftragte einige Episoden für Nickelodeon, den Kinder- und Jugendsender von Warner Cable. Als der Erfolg sichtbar wurde, gab er knapp 50 Episoden in Auftrag und kaufte schließlich das gesamte Konzept und den Namen.
1979 übernahm American Express die Hälfte der Anteile von Warner Cable, und als neue Abteilung entstand WASEC. Eines ihrer Ziele war die Verbreitung des Satellitenfernsehens. Um aber einen Mehrwert für die Kunden zu schaffen, mussten neue Kanäle geschaffen werden. Zuerst geschah dies mit einem Movie Channel und dem Kindersender Nickelodeon. WASEC plante noch einen dritten Sender mit noch unbestimmtem Format, für den John Lack eine Hauptausrichtung auf Musik anregte. Im Januar 1981 schlug er sein Konzept den Vorständen von American Express und Warner Bros. vor, die das Konzept anfangs nur unter Vorbehalt akzeptierten. Nachdem die Kooperation aller Partner erreicht und eine Sendestation fertiggestellt war, ging MTV am 1. August 1981 auf Sendung. Als erstes Video wurde Video Killed the Radio Star von den Buggles gesendet; es folgte You Better Run von Pat Benatar und She won’t dance von Rod Stewart. Der Sendestart war nicht sonderlich erfolgreich, denn nur 800.000 Haushalte konnten MTV wirklich sehen, und es gab nur 13 Werbepartner und 168 Musikvideos, davon alleine 30 von Rod Stewart. Die fünf ersten VJs waren Martha Quinn, Alan Hunter, Mark Goodman, J. J. Jackson und Nina Blackwood.
Die Anfangszeit war von vielen Pannen gekennzeichnet, wie beispielsweise die völlig durcheinandergebrachte Reihenfolge der Moderationen und sogar gelegentliche Tonausfälle. Dennoch baute MTV seine Monopolstellung in den USA schrittweise auf und erreichte mit jedem Jahr neue Zuschauerrekorde. Hauptursache war das Zusammenfallen mit dem starken Ausbau des nationalen Kabelnetzes, das wesentlich mehr Sender bot als die Hausantenne, und der kostenlose Zugang zu MTV.

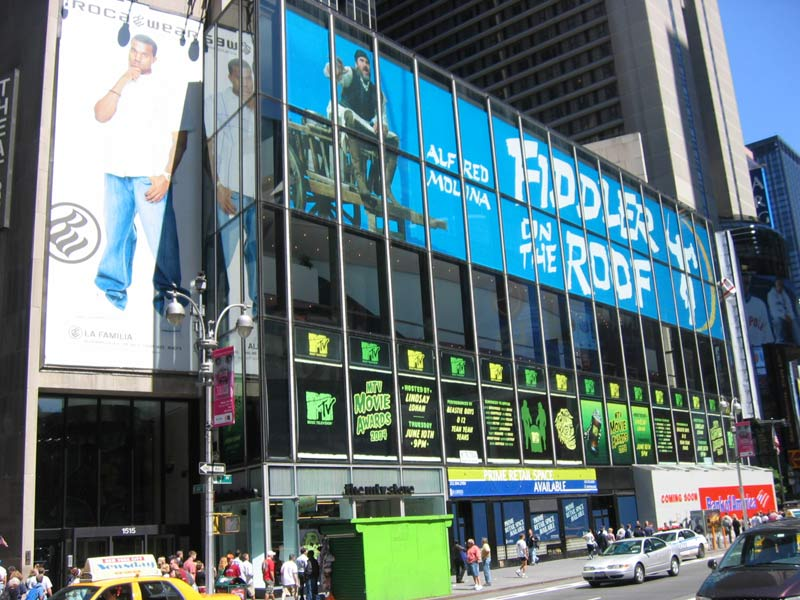
Die US-amerikanische MTV-Zentrale am Times Square in New York City (Mai 2004)

Nesmith, der nach der Produktion der ersten Staffel „Popclips“ von der Musiksender-Idee absprang, war von der Idee der Moderationen und der verstärkten Kommerzialisierung und Werbewirkung der Musikvideos enttäuscht. Er sah Musikvideos als höhere Kunstform zur Ergänzung der Musik – das Ziel von WASEC war hingegen, eine weitere Plattform für den Musikabsatz zu schaffen und dazu das Image der Bands und deren verkaufsfördernde Visualisierung – damit natürlich auch Identifikation – zu nutzen. Verstärkt wurde dies durch Nachrichten aus der Musikszene und jungen Menschen, die die Videos anmoderierten – für diese wurde der Begriff „VJ“ geprägt, der statt Platten Videos ansagt.
Ein Großteil der verfügbaren Musikvideos, die in den 1980ern gespielt worden sind, waren wilde Zusammenschnitte von Konzertvideos und Archivmaterial. Als die Popularität des Senders wuchs, erkannte die Musikindustrie das Potenzial des Mediums als Werbeplattform. So wurden zunehmend Musikvideos nur für die Musiksender gedreht. Ein Nebeneffekt war die Entdeckung von talentierten Regisseuren, die später auch in anderen Genres erfolgreich wurden.
Viele Karrieren, so die von Duran Duran, Bon Jovi und Michael Jackson, erhielten durch massive Präsenz auf MTV einen maßgeblichen Schub. Auch Madonna wurde in den 1980ern durch MTV bekannt. Ursprünglich enthielt das Programm hauptsächlich Rockmusik von hellhäutigen Stars, was in den 1990er Jahren zum Vorwurf der Rassendiskriminierung führte, weswegen dann eine deutlich höhere Anzahl von Rapmusikvideos gespielt wurde.
1984 wurden die MTV Video Music Awards, kurz VMAs eingeführt. Sie entwickelten sich zu einer der wichtigsten Bühnen der Musikindustrie und stehen inzwischen gleichberechtigt neben den Grammy Awards. Im Jahr 1991 kam das entsprechende Gegenstück für Filme, die MTV Movie Awards auch auf den Sender. Seit 1994 existieren auch die MTV Europe Music Awards, die spezieller auf die europäischen Bedürfnisse eingehen. In den 1990er Jahren begründete MTV mit Unplugged-Musik einen anderen Trend. 1992 kam mit der Sendung MTV Most Wanted, moderiert von Ray Cokes, eine chaotische Live-Show auf den Sender, an der zum ersten Mal auch die Zuschauer interaktiv teilnehmen konnten. Die Zuschauer konnten sich Musikvideos wünschen, die gesamte Studiocrew wurde familiär in den Ablauf der Show eingebunden. Zudem traten Musiker und Bands live auf.
Zwar begann MTV mit der 24-stündigen Ausstrahlung von Musikvideos, aber im Laufe der Zeit veränderte sich das Programm mehr zu Sendungen, die nur am Rande mit Musik zu tun hatten. Dazu zählen animierte Cartoons wie Beavis and Butt-Head und Daria, „Reality Shows“ wie The Real World, MTV The Trip, Comedy-Sendungen (The Tom Green Show, Buzzkill, Jackass, The Zig & Zag Show) und schließlich ganze Serien, z. B. Undressed – Wer mit wem?. Zusammengefasst wechselte die Programmgestaltung ab der zweiten Hälfte der 1990er Jahre im Wesentlichen von reinen Musikvideos zu umfassenderen „jugendtauglichen“ Produktionen.
MTV ist nahezu auf der ganzen Erde zumeist auch noch in regional angepassten Formaten zu empfangen. Die Einführung des digitalen Satellitenfernsehens brachte weitere Differenzierungen mit sich.
MTV Networks unterhält seit 2006 auch einen hochauflösenden Musikkanal namens Palladia (gestartet unter dem Kürzel MHD) in den USA. In Europa und anderen Teilen der Welt unternimmt MTV Networks zurzeit die Einführung eines weiteren HDTV-Musiksenders unter dem Kürzel MTVNHD. Seit dem 3. Juni 2009 ist MTVNHD über das IPTV-Angebot bei Telekom Entertain auch in Deutschland zu empfangen. Im Februar 2010 hat MTV in den USA die Bezeichnung Music Television aus seinem Logo gestrichen. Am 1. Juli 2011 wurde weltweit das bisher aus den USA bekannte Logo ohne den Schriftzug Music Television für alle Sender inklusive der Bezahlkanäle übernommen.

## Bedeutung und Einfluss auf die Popmusik
MTV stellte zu Beginn beinahe eine eigene Kunstform innerhalb der TV-Landschaft dar, welche sich durch neuartige Formate, schnelle Bildschnitte und völlig neue Videokunst auszeichnete. MTV war dabei Vorreiter bei der Etablierung einer globalen Popkultur. Die große, gesellschaftliche Bedeutung musste MTV mit Aufkommen des Internets und Videoportalen wie YouTube vollkommen abgeben.
Die Berliner Woche bewertete im März 2018 die Rückkehr von MTV ins Free-TV als gescheitert, da die Marktanteile des deutschen Ablegers MTV Germany mit Sitz im Berliner Bezirk Friedrichshain kaum noch messbar seien.
In dem Song Money for Nothing der Dire Straits, dessen Musikvideo zum Sendestart von MTV Europe am 1. August 1987 über den Äther ging, erklingen die Zeilen „I want my MTV“, gesungen von Gastsänger Sting, sowie „You play the guitar on the MTV“. Die kritische Punkband Dead Kennedys veröffentlichte auf ihrem Album Frankenchrist von 1985 den Song M.T.V. − Get off the Air. Im Song Blow your Speakers der Metal-Band Manowar, der sich auf dem Album Fighting the World von 1987 befindet, schreibt ein empörter Ich-Erzähler an den Musiksender MTV einen Brief mit der Beschwerde, dass die Fernsehstation nicht genug Rock ’n’ Roll spiele. Die deutsche Rockband Selig verfasste den Song Popstar, der im Liedtext die Phrase mit Kofferwort „MTViva liebt dich“ enthält und 1997 als erste Single des Albums Blender auf den Markt kam. „Viva liebt dich“ war Mitte der 1990er Jahre lange ein Werbeslogan des Konkurrenz-TV-Kanals Viva. 1993 veröffentlichte der Alternative-Rock-Musiker Beck den Song MTV Makes Me Want to Smoke Crack. In dem Song People Like Me der finnischen Glam-Rock-Band Hanoi Rocks, veröffentlicht auf dem 2002 erschienenen Album Twelve Shots On The Rocks, kommt die Zeile vor: „I'm the missing link, Radio and MTV, you need people like me“. In dem Song Sk8er Boi von Avril Lavigne, der sich auf dem Album Let Go von 2002 befindet, erzählt die Rocksängerin die Geschichte von einem Skateboard fahrenden Jugendlichen aus der Punk-Szene und dessen unerwiderter Liebe zu einem Ballett tanzenden Mädchen einer höheren gesellschaftlichen Klasse. Im Laufe des Songs feiert der Skateboarder jedoch als Rock-Gitarrist großen Erfolg, verbunden mit Airplay auf dem Musiksender MTV. Im selben Jahr, 2002, brachte die deutsche Rockband Böhse Onkelz einen Anti-Song gegen den Musiksender mit dem Titel Keine Amnestie für MTV heraus, auf dem Album Dopamin. In Bezug auf die mediale Berichterstattung von MTV über die rechtsextreme Vergangenheit der Frankfurter Rockband fühlten sich die Böhsen Onkelz von dem Musikkanal missverstanden und nicht korrekt wiedergegeben, aus diesen Gründen komponierte das Quartett diesen Song. In dem Song Rockstar der kanadischen Rockband Nickelback, der sich auf dem Album All the Right Reasons von 2005 befindet und zu dem es ein offizielles Musikvideo gibt, findet sich die Textzeile „I want a brand new house on an episode of Cribs“. Der Begriff „Cribs“ bezieht sich auf die Fernsehsendung MTV Cribs, in der berühmte Rock- und Popstars den Zuschauern ihre zumeist luxuriös ausgestatteten Villen und Grundstücke vorstellen.
In der Filmkomödie School of Rock des Regisseurs Richard Linklater von 2003 hält ein gescheiterter Rockgitarrist, verkörpert von Jack Black, vor einer Schulklasse mit Kindern eine Wutrede über den TV-Musiksender MTV, der seiner Meinung nach dem Rock ’n’ Roll die rebellische Haltung genommen habe.

## Europa und deutschsprachiger Raum
- Hauptartikel: MTV Europe (englischsprachiges Programm in Europa)
- Hauptartikel: MTV Germany (ehemals MTV Central; MTV-Ableger für Deutschland und Österreich)
- Hauptartikel: MTV Schweiz (MTV-Ableger für die Schweiz)